# O Padre Amaro
O Padre Amaro ou Sovéla Política Histórica e Literaria foi um periódico publicado em Londres, na Inglaterra, cujo público alvo seriam "todos os portugueses de todos os mundos", integrante da corrente jornalística conhecida como os jornais de Londres.
Redigido por Joaquim Ferreira de Freitas, circulou mensalmente de Janeiro de 1820 a Agosto de 1829, com apêndices até 1830. Teve como pano de fundo a disputa entre os partidários de D. Pedro IV e D. Miguel I, que resultou na Guerra Civil Portuguesa.